# Davide Romani
Davide Romani, född 1959 i Ferrara i Italien, är en italiensk musiker och låtskrivare. 
Davide Romani kom som självlärd gitarrbasist i kontakt med affärsmannen Jacques Fred Petrus 1978 och fick en plats i hans Goody Music Orchestra. Knappt två år senare fick Romani sitt stora genombrott som låtskrivare på den italiensk-amerikanska discogruppen Changes debutalbum 1980. Framgångarna nåddes med den hypnotiska discolåten A Lover's Holiday som bland annat låg på förstaplatsen på Billboards Hot Dance Club Play i nio veckor sommaren 1980. Detta räckte för att bli No 1 Disco single/album of the year. Albumet har också tilldelats sju Grammies. Romani inte bara skrev hitlåten utan arrangerade och dirigerade skivan tillsammans med landsmannen Paolo Gianolio, som också bidrog med ett par låtar. Romani har därefter varit verksam som musiker i Italien.